# Eva-Lotta Hultén
Annika Eva-Lotta Hultén, född 8 maj 1972 i Sävedalen, är en svensk journalist, kritiker, författare och debattör.
Eva-Lotta Hultén bidrar sedan mitten av 90-talet med krönikor, recensioner, artiklar, reportage och essäer till olika tidningar och magasin. Hon skriver bland annat om skola, jämställdhet, miljö, (främst frågor som rör skogen och matproduktion), socialpsykologi och mediefrågor. Några av hennes uppdragsgivare är OBS i P1, Göteborgs-Posten, Dagens nyheter och Författaren. År 2003 var hon redaktör för antologin För Sverige i tiden?(Atlas). 2006 kom reportageboken Skogen vi ärvde (Atlas), 2013 Resan från mörkrets hjärta. Ondskans och godhetens mekanismer (Ordfront förlag), 2016 Klara färdiga gå! En bok om konkurrism (Karneval förlag), 2021 Vad ska vi med skolan till? Utbildning för en värld i förändring (Korpen förlag).

### Medverkan i antologier
- After work : farväl till arbetslinjen (2018)